# Визначення груп крові

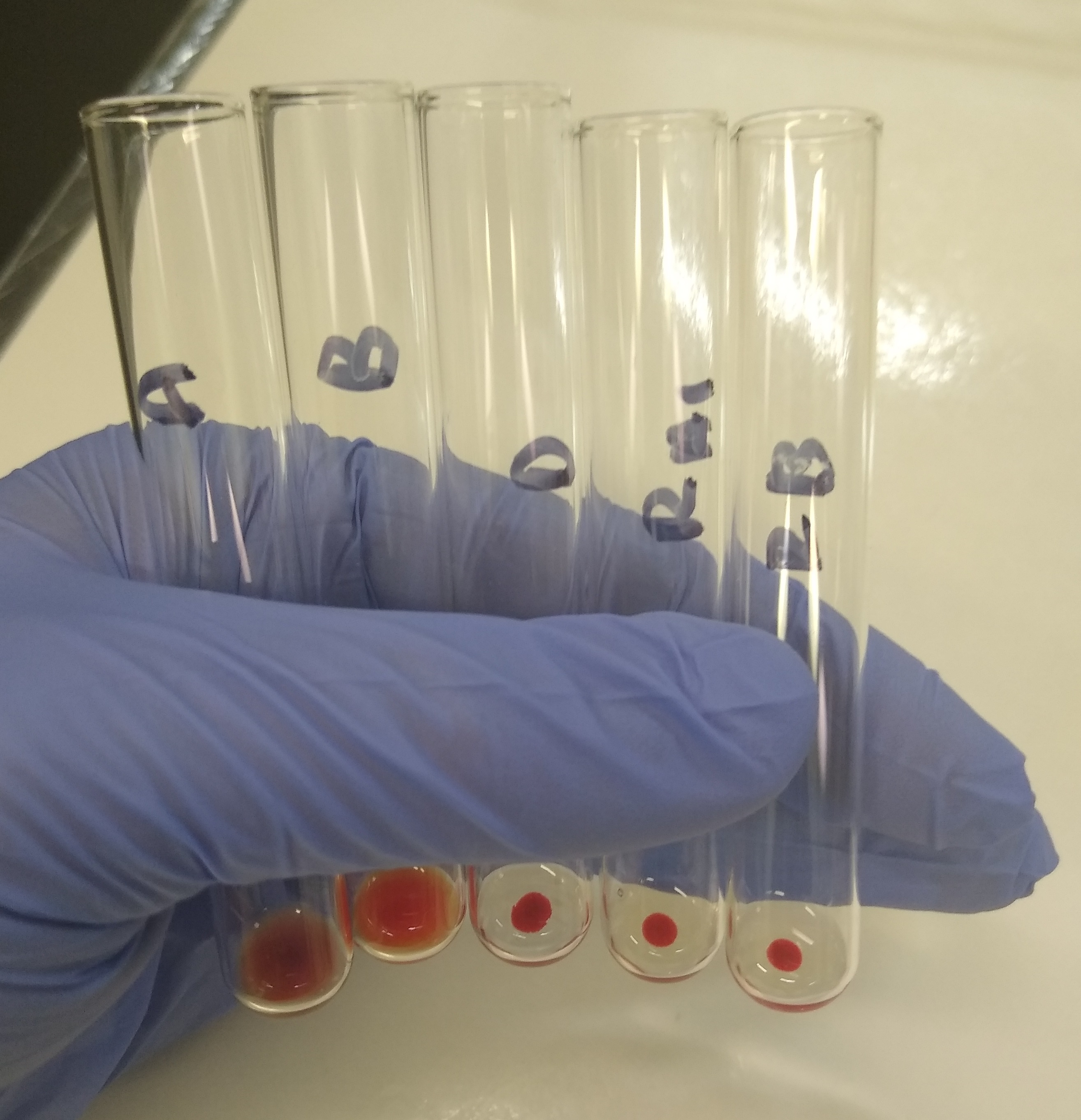
Визначення групи крові (АВО та резус-фактор) в пробірках

Визначення груп крові — лабораторне дослідження з метою встановити антигенну структуру еритроцитів крові конкретної людини. Найчастіше проводиться визначення групи крові по системі АВО та резус-фактор, що має клінічне значення при переливанні крові (гемотрансфузії) в медицині.
Групи крові у людини — це система антигенів еритроцитів, яка представлена олігосахаридними структурами, зв'язаними з білками оболонки еритроцитів, котрі здатні викликати утворення специфічних антитіл і вступати з ними в реакцію. Антигенна структура еритроцитів (фенотип) є генетично визначеною (генотип). Характерною властивістю групових антигенів є їх здатність до стимуляції продукції відповідних до них антитіл у людей, які не мають цього антигену. В трансфузіологічній серології відрізняються два типи групових антитіл: природні та імунні. Відомо більше 20 систем еритроцитарних антигенів. Однак практичне значення мають система AB0 та система Rh, оскільки вони найчастіше є причиною важких посттрансфузійних ускладнень, і їх необхідно, в першу чергу, враховувати при гемотрансфузіях.

## Визначення груп крові за системою AB0

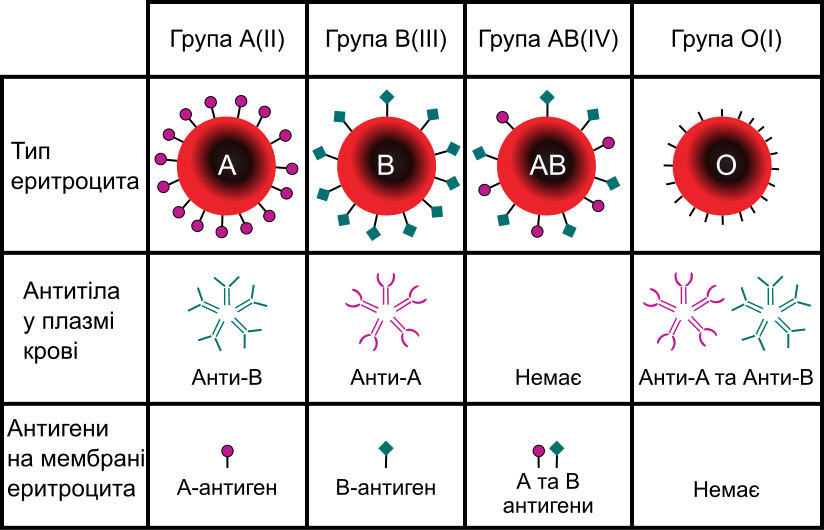
Групи крові по системі АВО — антигени та антитіла

Визначення груп крові за системою AB0 ґрунтується на феномені аглютинації з використанням двох методичних підходів:
1.На еритроцитах визначають наявність антигенів A, B за допомогою:
- стандартних сироваток із специфічними ізоаглютинінами
- моноклональних антитіл (МКА), також використовується назва цоліклони[3]

2.У сироватці визначають наявність ізоаглютинінів α(альфа) та β(бета) за допомогою стандартних еритроцитів відомої групи крові.
Визначення групи крові у людей проводять лікарі-лаборанти спеціалізованих і відповідно сертифікованих лабораторій. При надходженні на стаціонарне лікування, первинне визначення групи крові виконують спеціально підготовлені лікарі-лаборанти централізованих (клінічних) лабораторій. У невідкладних випадках, коли хворому необхідна термінова трансфузія компонентів крові, а визначення групи крові лікарем-лаборантом неможливо організувати, визначення групи крові проводить лікуючий лікар з обов'язковим наступним наданням пробірки з кров'ю хворого в лабораторію для остаточного визначення групової належності.

### Реагенти та обладнання[2]
- Стандартні сироватки груп 0(I), A(II), B(III). Стандартні сироватки груп 0(I), A(II), B(III) двох різних серій кожної групи і стандартна сироватка групи AB(IV). Стандартні сироватки для визначення груп крові  виготовляють спеціальні лабораторії при установах служби крові. Сироватки зберігають у холодильнику при температурі + 6 (+/- 2) град. C. Термін зберігання сироватки вказаний на етикетці.
- Стандартні еритроцити підгруп 0(I), A(II), B(III). Стандартні еритроцити готують із крові донорів. Стандартні еритроцити зберігають у холодильнику при температурі + 6 (+/- 2) град. C. Термін зберігання — до 3 діб. Стандартні тест-еритроцити можна одержати в готовому вигляді в закладах служби крові, які виготовляють ці стандарти.
- Моноклональні антитіла анти-A, анти-B, анти-AB.
- Ізотонічний (0,9 %) розчин натрію хлориду.
- Білі порцелянові або інші пластини, предметні скельця з змочуваною поверхнею.
- 3,8 % — 5 % розчин натрію цитрату, гепарин, консервант крові.
- Пробірки.
- Піпетки.
- Скляні палички.
- Вата гігроскопічна.

### Техніка визначення груп крові за допомогою стандартних сироваток[2]
Визначення проводять у приміщенні з задовільним освітленням при температурі від +15 до +25 град. C. Використовують цільну кров, відмиті еритроцити, еритроцити в плазмі, сироватці або в 0,9 % розчині натрію хлориду. У хворих на анемію кров стабілізують гепарином.
1. Позначити на площині групу крові зліва направо «0», «A», «B».
2. Під відповідними позначками нанести по одній великій краплі (0,1 мл) кожної сироватки двох серій.
3. Поряд з кожною сироваткою нанести по 1 маленькій краплі (0,01 мл) досліджуваної крові (еритроцитів).
4. Змішати окремими скляними паличками кожну краплю крові (еритроцитів) з відповідною сироваткою.
5. Змішавши всі краплі, пластину погойдують, потім на 1-2 хв. залишають у спокої і знову погойдують.
6. Спостереження за ходом реакції проводять не менше як 5 хв., хоча аглютинація починається вже протягом перших 10-30 с. Спостереження необхідно продовжувати далі — до 5 хв., тому що можлива пізня аглютинація, наприклад, з еритроцитами групи A2.
7. Через 3-4 хв. до крапель суміші сироватки з еритроцитами, де відбулась аглютинація, додають по 1 краплі (0,05 мл) 0,9 % розчину натрію хлориду і продовжують спостерігати до 5 хв. при періодичному погойдуванні пластини.

#### Трактування результатів реакції під час визначення груп крові за допомогою стандартних сироваток

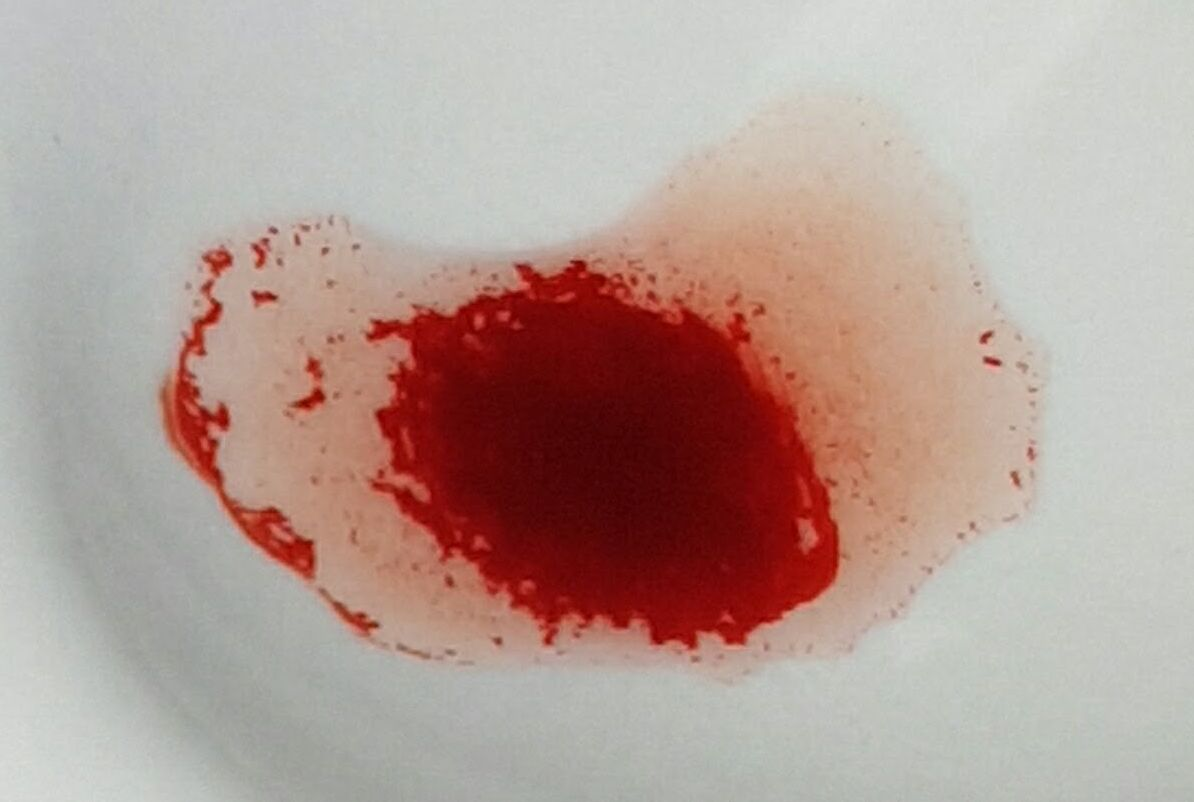
Вигляд реакції аглютинації еритроцитів

Реакція ізогемаглютинації в кожній краплі може бути позитивною і негативною. У разі позитивної реакції (звичайно протягом перших 10-30 сек. від початку змішування) в суміші з'являються видимі неозброєним оком дрібні червоні зернятка (аглютинати), які складаються з склеєних еритроцитів. Дрібні зернятка поступово склеюються в більш великі зерна, а інколи — в пластівці неправильної форми, в результаті чого сироватка зовсім або частково знебарвлюється. У разі негативної реакції рідина весь час (5 хв.) залишається рівномірно забарвленою і в ній не спостерігається зернистості (аглютинатів). Результати реакції в краплях з сироватками однієї і тієї ж групи (двох серій) мають співпадати. Результати реакцій з сироватками трьох груп: 0(I), A(II) і B(III) можуть дати чотири різні комбінації.
| Результати реакції з сироватками | Результати реакції з сироватками | Результати реакції з сироватками | Досліджувана кров належить до групи |
| -------------------------------- | -------------------------------- | -------------------------------- | ----------------------------------- |
| 0(I)                             | A(II)                            | B(III)                           | Досліджувана кров належить до групи |
|                                  |                                  |                                  | 0(I)                                |
|                                  |                                  |                                  | A(II)                               |
|                                  |                                  |                                  | B(III)                              |
|                                  |                                  |                                  | AB (IV)                             |
|                                  |                                  |                                  |                                     |
|                                  | Реакції немає                    |                                  |                                     |
|                                  | Реакція аглютинації позитивна    |                                  |                                     |

### Техніка визначення групи крові перехресним методом (за допомогою стандартних сироваток і стандартних еритроцитів)[2]
Визначення групи крові перехресним методом базується на паралельному визначенні наявності або відсутності групових антигенів на еритроцитах і наявності або відсутності групових ізоаглютинінів у сироватці обстежуваної крові. Паралельне визначення ізоаглютинінів у сироватці з стандартними еритроцитами A та B обов'язкове у донорів і реципієнтів.
Для визначення групи крові використовують стандартні сироватки груп 0 α(альфа)β(бета)(I), A β(бета)(II) і B α(альфа)(III) двох серій кожної групи, сироватку групи AB(IV) і стандартні еритроцити груп 0(I), A(II) і B(III).
- Під відповідними позначками груп крові на пластинку наносять по одній великій краплі (0,1 мл) стандартних сироваток груп 0(I), A(II) і B(III) послідовно зліва направо.
- На нижню частину пластинки (третій ряд) під відповідними написами наносять по одній маленькій (0,01 мл) краплі стандартних еритроцитів у такій послідовності зліва направо: 0(I), A(II) і B(III)

|   | Реагенти, що наносять на площину        | 0 α(альфа)β(бета)(I) | A β(бета)(II) | B α(альфа)(III) |
| - | --------------------------------------- | -------------------- | ------------- | --------------- |
| 1 | Стандартна алоімунна сироватка, серія 1 | α(альфа)β(бета)      | β(бета)       | α(альфа)        |
| 2 | Стандартна алоімунна сироватка, серія 2 | α(альфа)β(бета)      | β(бета)       | α(альфа)        |
| 3 | Стандартні еритроцити                   | 0                    | A             | B               |

- З пробірки, що містить кров хворого, піпеткою знімають сироватку і наносять її по одній великій краплі (0,1 мл) на підготовлені стандартні еритроцити (третій ряд). Після цього тією ж піпеткою набирають з дна пробірки еритроцити обстежуваної крові і наносять їх по маленькій краплі (0,01 мл) в 6 точок (другий і перший ряд) — по одній краплі поряд з кожною краплею підготовленої стандартної сироватки.
- У всіх краплях сироватку старанно перемішують з еритроцитами сухою скляною паличкою, ретельно промиваючи її 0,9 % розчином натрію хлориду і витираючи ватою після кожного перемішування. Пластинку періодично погойдують, проводячи спостереження за ходом реакції протягом 5 хв.
- У процесі аглютинації, але не раніше ніж через 3 хв., в ті краплі, в яких вона з'явилася, додають по одній краплі (0,05 мл) 0,9 % розчину натрію хлориду і продовжують спостереження при погойдуванні пластинки до 5 хв.

#### Трактування результатів при визначенні груп крові перехресним методом[2]
Трактування результатів реакцій проводять за оцінкою і співставленням результатів, отриманих за допомогою стандартних сироваток (два верхні ряди) і за допомогою стандартних еритроцитів (нижній ряд). Результати реакцій, отриманих за допомогою стандартних сироваток і стандартних еритроцитів, повинні співпадати, тобто вказувати на наявність аглютиногенів та аглютинінів відповідно до однієї й тієї ж групи крові. Можливі чотири комбінації результатів.
| Визначення групи за системою AB0 за допомогою стандартних сироваток | Визначення групи за системою AB0 за допомогою стандартних сироваток | Визначення групи за системою AB0 за допомогою стандартних сироваток | Визначення ізоаглютинінів за допомогою стандартних еритроцитів | Визначення ізоаглютинінів за допомогою стандартних еритроцитів | Визначення ізоаглютинінів за допомогою стандартних еритроцитів | Група крові та ізоаглютиніни |
| α(альфа)β(бета)                                                     | β(бета)                                                             | α(альфа)                                                            | 0                                                              | A                                                              | B                                                              | Група крові та ізоаглютиніни |
| ------------------------------------------------------------------- | ------------------------------------------------------------------- | ------------------------------------------------------------------- | -------------------------------------------------------------- | -------------------------------------------------------------- | -------------------------------------------------------------- | ---------------------------- |
|                                                                     |                                                                     |                                                                     |                                                                |                                                                |                                                                | 0 α(альфа)β(бета)            |
|                                                                     |                                                                     |                                                                     |                                                                |                                                                |                                                                | А β(бета)                    |
|                                                                     |                                                                     |                                                                     |                                                                |                                                                |                                                                | В α(альфа)                   |
|                                                                     |                                                                     |                                                                     |                                                                |                                                                |                                                                | АВ немає                     |
|                                                                     |                                                                     |                                                                     |                                                                |                                                                |                                                                |                              |
|                                                                     | Реакції немає                                                       |                                                                     |                                                                |                                                                |                                                                |                              |
|                                                                     | Реакція аглютинації позитивна                                       |                                                                     |                                                                |                                                                |                                                                |                              |

Примітка. При встановленні групи крові AB(IV) необхідно провести контрольне дослідження цих еритроцитів з сироваткою групи AB(IV). Підтвердженням належності до цієї групи є відсутність аглютинації.

### Застосування моноклональних антитіл (МКА, цоліклонів) анти-A та анти-B для визначення груп крові за системою AB0[2]
Моноклональні антитіла  анти-A  та  анти-B призначені для визначення груп крові людини за системою AB0 замість стандартних ізогемаглютинуючих сироваток. Визначення груп крові за системою AB0 у донорів і реципієнтів перехресним методом включає виявлення антигенів A і B в еритроцитах людини за допомогою МКА анти-A та анти-B, виявлення ізоаглютинінів α(альфа) і β(бета) у сироватці або плазмі досліджуваної крові стандартними тест-еритроцитами всіх груп.

#### Переваги використання моноклональних антитіл
Моноклональні антитіла анти-A та анти-B перевірені всіма поширеними методами визначення груп крові — паралельно з ізогемаглютинуючими сироватками AB0. Результати довели надійність визначення груп крові у разі застосування моноклональних реагентів. Авідність, тобто час настання  реакції  аглютинації, її яскравість, у МКА анти-A та анти-B набагато вища, ніж у стандартних сироваток, особливо у випадку слабко виражених антигенів еритроцитів.

#### Техніка визначення груп крові за системою AB0 за допомогою моноклональних антитіл (МКА)
Визначення груп крові за системою AB0 проводиться в крові, як стабілізованій за допомогою консервантів так і в крові без консерванту. Визначення групи крові проводять у приміщенні з добрим освітленням при температурі від +15 до +25 град. C. Визначення групи крові за системою AB0 реагентами МКА проводять звичайними методами виявлення антигенів еритроцитів під час масового визначення в установах служби крові — на планшетах або автоматичних системах, у разі індивідуального визначення — на білій  порцеляновій або будь-якій  іншій пластинці зі змочуваною поверхнею.
Беручи до уваги високу активність і авідність реагентів МКА, а також повну їх стандартність, для кожного визначення групи крові (крім випадку, коли група крові визначається вперше) достатньо застосовувати по одній серії реагентів анти-A і анти-B. У такому випадку необхідно використовувати МКА анти-AB, оскільки цей реагент служить додатковим контролем. Якщо реагенту анти-AB немає, слід проводити визначення двома серіями МКА анти-A і анти-B.
- на планшет або пластинку моноклональних антитіл анти-А і анти-В наносять по одній великій краплі (0,1 мл) під відповідними написами: «анти-A» або «анти-B». Поряд з краплями антитіл наносять досліджувану кров по одній маленькій краплі, приблизно в 10 разів меншій від краплі антитіл (0,01 мл).
- антитіла і кров змішують ретельно вимитою сухою кулькою, погойдуючи планшет;  у разі визначення на пластинці — скляною паличкою, яку промивають і насухо витирають після розмішування кожної краплі.
- спостереження за перебігом реакцій з МКА проводять за легкого погойдування пластинки чи планшета не більше 3 хв.  Результат реакції в кожній краплі може бути позитивним або негативним.
- позитивний  результат виражається  в  аглютинації  (склеюванні) еритроцитів.  Аглютинати помітні неозброєним оком у вигляді дрібних червоних агрегатів, що швидко  зливаються  і  утворюють  більші  пластівці аж до великого аглютинату.
- у разі негативної реакції крапля залишається рівномірно забарвленою, аглютинати в ній не виявляються. Аглютинація з МКА анти-A і анти-B звичайно настає в перші 3 сек.

|        | Реакція досліджуваних еритроцитів з МКА | Реакція досліджуваних еритроцитів з МКА | Реакція досліджуваної сироватки (плазми) зі стандартними еритроцитами групи | Реакція досліджуваної сироватки (плазми) зі стандартними еритроцитами групи | Реакція досліджуваної сироватки (плазми) зі стандартними еритроцитами групи | Досліджувана кров належить до групи |
| анти-B | анти-А                                  | 0                                       | А (ІІ)                                                                      | В (ІІІ)                                                                     |                                                                             | Досліджувана кров належить до групи |
| ------ | --------------------------------------- | --------------------------------------- | --------------------------------------------------------------------------- | --------------------------------------------------------------------------- | --------------------------------------------------------------------------- | ----------------------------------- |
| 1      |                                         |                                         |                                                                             |                                                                             |                                                                             | 0 α(альфа)β(бета)                   |
| 2      |                                         |                                         |                                                                             |                                                                             |                                                                             | А β(бета) (ІІ)                      |
| 3      |                                         |                                         |                                                                             |                                                                             |                                                                             | В α(альфа) (ІІІ)                    |
| 4      |                                         |                                         |                                                                             |                                                                             |                                                                             | АВ 0 (IV)                           |
|        |                                         |                                         |                                                                             |                                                                             |                                                                             |                                     |
|        | Реакції немає                           |                                         |                                                                             |                                                                             |                                                                             |                                     |
|        | Реакція аглютинації позитивна           |                                         |                                                                             |                                                                             |                                                                             |                                     |

#### Контроль неспецифічності аглютинації еритроцитів
Реагенти МКА для визначення груп крові виготовлені на 0,9 % розчині натрію хлориду, який перешкоджає спонтанній аглютинації еритроцитів. Однак для виключення аутоаглютинації, котра може спостерігатися у деяких хворих (мієломна хвороба, опікова хвороба), а також у пуповинній крові новонароджених, у випадку позитивної реакції аглютинації еритроцитів з обома моноклональними реагентами анти-A і анти-B, тобто встановлення групи крові AB(IV), необхідно  провести додаткове контрольне дослідження даного зразка крові з 0,9 % розчином натрію хлориду.  Для цього змішують одну велику краплю (0,1 мл) 0,9 % розчину натрію хлориду з маленькою (0,01 мл) краплею досліджуваної крові.
Відсутність аглютинації в досліджуваній крові свідчить, що кров належить до групи AB(IV). За наявності спонтанної аглютинації (позитивна реакція в контрольній краплі) рекомендується повторити визначення групи крові, використовуючи відмиті еритроцити даного зразка крові. У випадку розбіжності результатів визначення групи крові у донорів за допомогою МКА і стандартних еритроцитів, використання такої крові для переливання хворим не дозволяється, і кров направляють для детального дослідження до спеціалізованої лабораторії.

## Визначення резус-належності крові
Система резус включає 3 пари антигенів еритроцитів: D(Rh0) і d(Hr0), C(rh') і c(hr'), E(rh'') і e(hr''), які генетично зумовлені і представлені трьома парами алеломорфних генів на парі хромосом. Різні комбінації антигенів системи Rh на поверхні еритроцитів створюють 18 теоретично можливих фенотипів, тобто груп крові за системою Rh. У трансфузіологічній  практиці  підлягають обліку, в першу чергу, три антигени — D(Rh0), C(rh') і E(rh''). Особливе значення має антиген D, який є сильним імуногеном.  Ці  антигени  можуть знаходитися  на еритроцитах людей разом або окремо, утворюючи сім різних співвідношень, а  також  можуть  бути  взагалі  відсутніми (генотип  ccddee).  Ці  відмінності  дозволяють  умовно  розділити еритроцити людей на 8 груп. З них 4 групи, в  яких  знаходиться антиген D(Rh0), є резус-позитивними (Rh+), а 4 групи, які не мають антигену D(Rh0), — резус-негативними (Rh-).
На відміну від системи AB0, у сироватці крові людей практично не  буває  природних  антитіл  до  антигенів системи Rh. Антитіла системи  Rh  мають  виключно  імунний  характер  і  утворюються  в результаті Rh-несумісної трансфузії чи вагітності. Врахування груп  крові за системою Rh є важливим для практики трансфузійної медицини.
Визначення резус-належності проводять у реакції аглютинації за допомогою алоімунних сироваток або моноклональних реагентів. Особи, які мають D(Rh0)-антиген умовно називаються резус-позитивними (їх 85 % серед білого населення Європи), а ті, які його не мають — резус-негативними (Rh-).

### Визначення резус-належності за допомогою стандартних сироваток[2]
Визначення резус-належності крові донорів проводять у два етапи: спочатку кров донорів досліджують  стандартною  сироваткою анти-D(Rh0)  або моноклональними реагентами анти-D-супер, а потім кров  тих  донорів, які дали негативну реакцію з сироваткою анти-D(Rh0), досліджують додатково із стандартними сироватками антирезус, що містять, крім анти-D(Rh0), антитіла анти-C(rh') і анти-E(rh''). Антитіла анти-C(rh') і анти-E(rh'') можуть знаходитись у сироватці як у чистому вигляді, так і в суміші з антитілами D(Rh0), наприклад: анти-D(Rh0)+C(rh'), анти-D(Rh0)+E(rh'') або анти-D(Rh0)+С(rh')+E(rh''). Дослідження фенотипу резус  необхідно  проводити  у  жінок  з підозрою  на  ізосенсибілізацію  та у вагітних жінок з підозрою на резус-конфліктну вагітність.
Визначення резус-фактора обов'язково треба проводити двома серіями стандартних сироваток антирезус. Якщо стандартні сироватки активні в різних умовах  (наприклад, одна з них містить повні антитіла і тому активна в сольовому середовищі, а друга містить неповні антитіла і активна в колоїдному середовищі — в желатині або поліглюкіні), то визначення резус-належності слід проводити різними методами, як вказано в супровідній інструкції для  кожної серії сироватки.

#### Методи визначення резус-фактора за допомогою стандартних сироваток
- Визначення резус-фактора D(Rh0) за допомогою реакції конглютинації із застосуванням желатину (в пробірці з підігрівом до 46 — 48 °C)
- Визначення резус-фактора D(Rh0) за допомогою стандартного універсального реагенту (в пробірках без підігріву)
- Визначення резус-фактора D(Rh0) за допомогою реакції аглютинації в сольовому середовищі в маленьких пробірках або в планшеті для імунологічних реакцій (реакція придатна для роботи тільки з сироваткою, що має повні резус-антитіла)

### Визначення антигенів системи резус за допомогою моноклональних антитіл[2]
Моноклональні реагенти (антитіла) призначені для виявлення окремих антигенів системи резус на еритроцитах людини. Їх можна застосовувати замість ізоімунних сироваток або паралельно з ними. Моноклональні антитіла анти-D-супер призначені для виявлення на еритроцитах людини антигену D(Rh0) і використовуються в серологічних тестах замість або паралельно з імунною анти-D-сироваткою. Реакцію з  моноклональними  анти-резус-тест-реагентами  можна ставити в пробірках, на площині та в мікроплатах.

#### Реакція аглютинації на площині (найбільш прийнятна в лабораторній практиці)[2]
1. На скляну площину зі змочуваною поверхнею наносять дві краплі тест-реагенту анти-резус (0,1 мл), 1 краплю досліджуваної крові (0,05 мл) і ретельно змішують.
2. Через 20-30 сек. починають погойдувати площину. Чітка аглютинація починається і спостерігається досить чітко за 60 сек.
3. Результат реакції слід враховувати через три хвилини, уникаючи висихання краплини.

## Визначення методом колонкової аглютинації

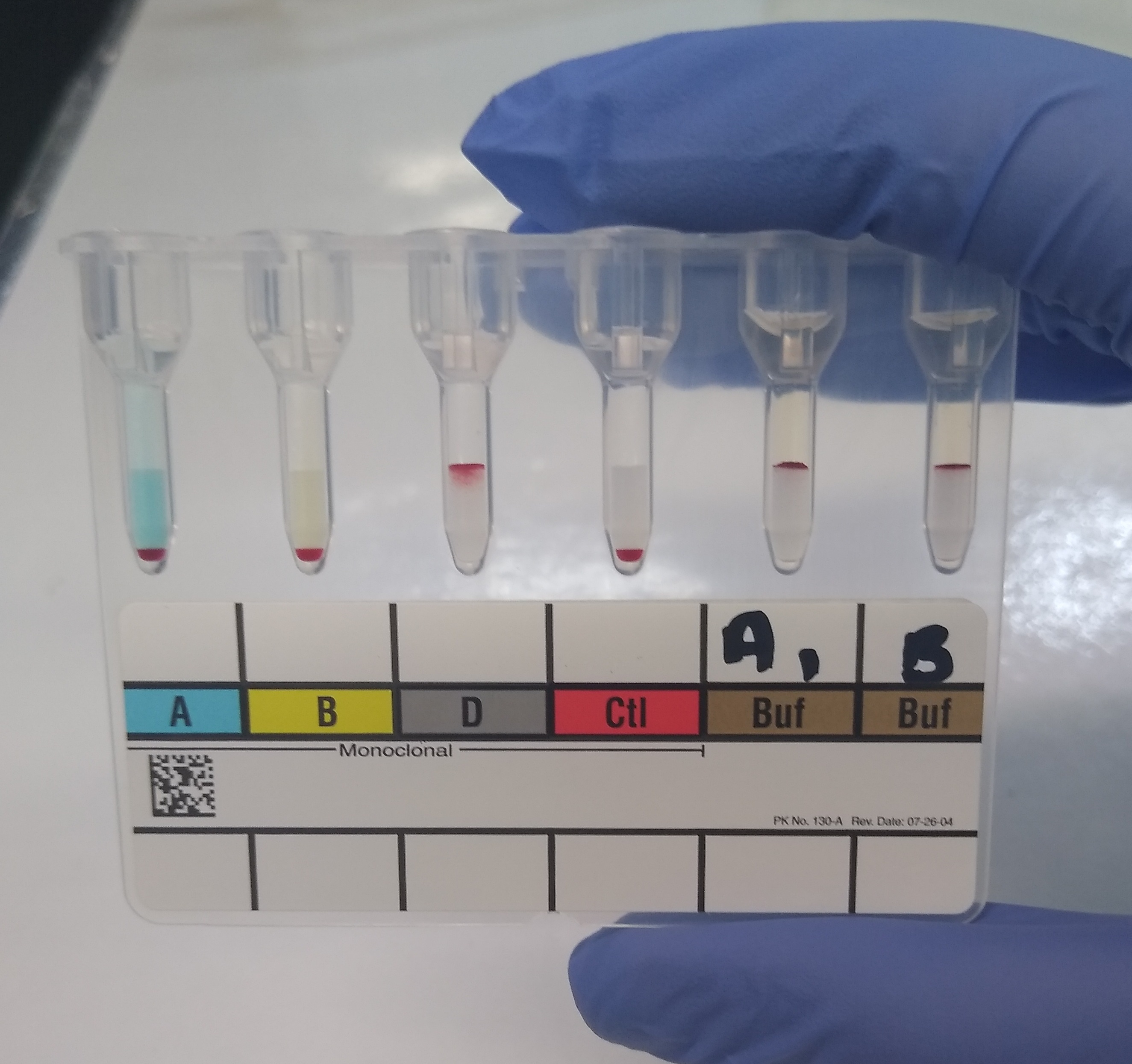
Карта колонкової аглютинації для визначення груп крові (також і за допомогою автоматизованих аналізаторів)

Методи колонкової аглютинації для тестування на сумісність крові (іноді називають «гелевим тестом») використовують спеціальні картки, що містять міні пробірки (колонці)) з декстран-поліакриламідним гелем. Картки, призначені для визначення групи крові, містять попередньо заповнені реагенти для визначення групи крові та лунки, що містять лише буферний розчин, до якого додають реагент (еритроцити відповідної групи) та плазму, для перехресного визначення групи крові. Скринінг антитіл і перехресне зіставлення також можна здійснити за допомогою колонкової аглютинації, у цьому випадку використовуються картки, що містять реагент проти антитіл людини. Гелеві картки центрифугують (іноді після інкубації, залежно від тесту), під час чого аглютинати еритроцитів потрапляють у пастку у верхній частині колонки, оскільки вони занадто великі, щоб мігрувати через гель. Клітини, які не аглютинували, збираються на дні. Тому лінія еритроцитів у верхній частині стовпчика вказує на позитивний результат. Сила позитивних реакцій оцінюється від 1+ до 4+ залежно від того, як далеко клітини подолали гель. Гелевий тест має переваги перед ручними методами в тому, що він усуває варіативність, пов'язану з ресуспендуванням клітин вручну, і що картки можна зберігати як результат тесту.
Метод колонкової аглютинації використовується деякими автоматичними аналізаторами для автоматичного визначення групи крові. Ці аналізатори піпетують еритроцити та плазму на гелеві картки, центрифугують їх, сканують і зчитують реакції аглютинації для визначення групи крові.

## Експрес гемаглютицайні тести

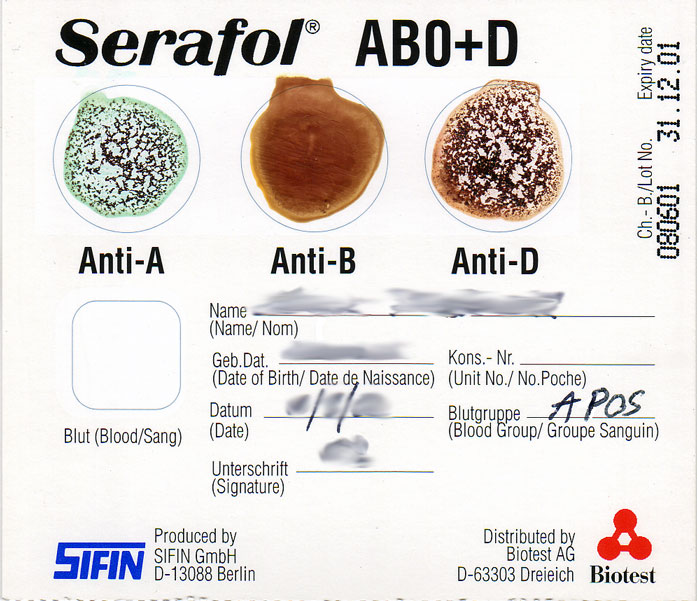
Вигляд тест карти після проведення визначення групи крові. Результат — А (ІІ) резус позитивний

Існують спеціальні карти на які нанесені «сухі» реактиви для визначення груп крові. Найросповсюдженішим варіантом таких карток є так званий EldonCard, що являє собою гемаглютинаційний тест для визначення еритроцитарних антигенів та їх аналоги. Принцип роботи такого тесту полягає в тому, що висушені реагенти антитіл на картці аглютинують з еритроцитами з відповідними антигенами. Відсутність аглютинації в полі вказує на відсутність відповідного антигену.

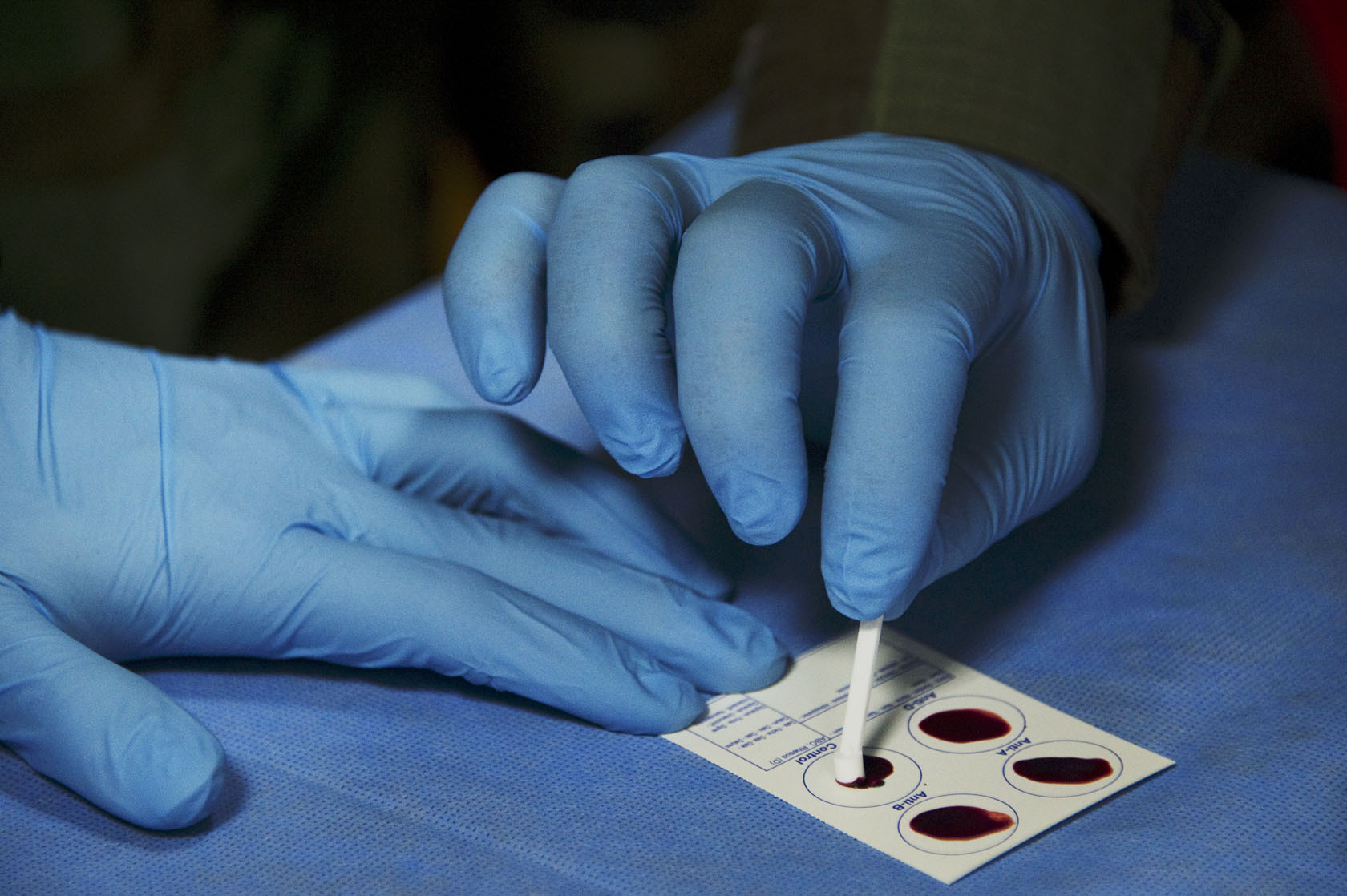
Нанесення крові спеціальними паличками на тест-картку типу EldonCard

Такі карти для визначення груп крові рекомендовані комітетом ТССС для використання при переливання крові у тактичній медицині
Карта містить 4 поля — Анти-А, Анти-В, Анти-В та контрольне поле (залежить від виробника).
Для тестування можна використовувати наступні зразки:
- Венозна кров, стабілізована антикоагулянтами ЦФД або ЕДТА
- Відмиті еритроцити і / або розчин еритроцитів в фосфатному буфері (концентрація ≥ 5 %)
- Капілярна кров

Загальні етапи процедури тестування використовуючи тест-карту виглядає так:
- Заповнюється інформацію про пацієнта на картці
- За допомогою піпетки, додається по 10 мкл води в кожне кругле тестове поле
- За допомогою піпетки, наниситься по 30 мкл крові в кожне кругле тестове поле
- Розмішується кров в першому полі за допомогою спеціальної палички, поки реагент повністю не розчиниться (приблизно 10 сек). Потім розподіляється кров по всій поверхні тестового кола. Повторюється процедура в інших тестових полях, використовується в кожному полі нова паличка.
- Для отримання всіх можливих аглютинацій необхідно нахиляти тестову карту в різні боки протягом як мінімум 40 секунд. Далі картка фіксується в вертикальному положенні на 10 секунд. Клітини крові повільно сповзуть в нижню частину тестового поля. Потім картка перевертається і знову вичікується 10 секунд, поки еритроцити знову не пересунуться в нижню область. Потім ще двічі повторюється процедура, піднімаючи картку за лівий і правий край (10 + 10 секунд). Після цього можна інтерпретувати і записати отриманий результат.
- Картка або утилізується або висушується в горизонтальному положенні, покривається спецйальною плівкою і зберегається як результат.

### Оцінка результату
| Реакція в полі | Реакція в полі                | Реакція в полі | Реакція в полі | Група крові        | Група крові  |
| Anti-A         | Anti-В                        | Anti-D         | Control        | АВО                | Резус-фактор |
| -------------- | ----------------------------- | -------------- | -------------- | ------------------ | ------------ |
|                |                               |                |                | О                  | позитивний   |
|                |                               |                |                | О                  | негативний   |
|                |                               |                |                | А                  | позитивний   |
|                |                               |                |                | А                  | негативний   |
|                |                               |                |                | В                  | позитивний   |
|                |                               |                |                | В                  | негативний   |
|                |                               |                |                | АВ                 | позитивний   |
|                |                               |                |                | АВ                 | негативний   |
|                |                               |                |                | недісний результат |              |
|                |                               |                |                |                    |              |
|                | Реакції немає                 |                |                |                    |              |
|                | Реакція аглютинації позитивна |                |                |                    |              |